# Иркутское водохранилище
Ирку́тское водохрани́лище — образованное Иркутской ГЭС водохранилище на реке Ангаре; также включает в себя озеро Байкал, уровень которого был поднят на 1,46 м, и, таким образом, является глубочайшим водохранилищем в мире. Территориально расположено в Иркутской области и Республике Бурятия в России.

## Основные характеристики
Полезный объём речной и озёрной части составляет, соответственно, 0,07 км³ и 23 615,39 км³. Речная часть водохранилища используется для суточного регулирования стока, озёрная часть составляет более 99 % от общего объёма и позволяет обеспечивать глубокое многолетнее и годичное регулирование стока и равномерность работы не только Иркутской ГЭС, но и всего каскада Ангарских электростанций. Высота над уровнем моря — 456÷457 м.

## История
Строительство Иркутской ГЭС началось в 1950 году, закончено в 1958 году. Первоначальное заполнение водохранилища осуществлялось в течение семи лет. Несмотря на то, что ГЭС является низконапорной русловой станцией, в зоне затопления и подтопления Иркутского водохранилища оказалось 138,6 тыс. га, в том числе 32,3 тыс. га земель сельхозназначения, участок шоссейной дороги Иркутск-Листвянка, часть Кругобайкальской железной дороги (участок Иркутск-Михалево-Подорвиха-Байкал) и несколько населенных пунктов — села: Большая Разводная, Михалёво, Тальцы; деревни: Бешенова, Большая Речка, Бурдугуз, Бутырки, Ерши, Каргополова, Каролок, Крыжановщина, Малая Разводная, Молодых, Панова, Парки, Патроны, Пашки, Подорвиха, Подоруевых, Уксусова, Щукина; заимки: Звягина, Курминская, Лосева, Шамшурина. Из зоны затопления было переселено 3,3 тыс. дворов и 17 тыс. человек.

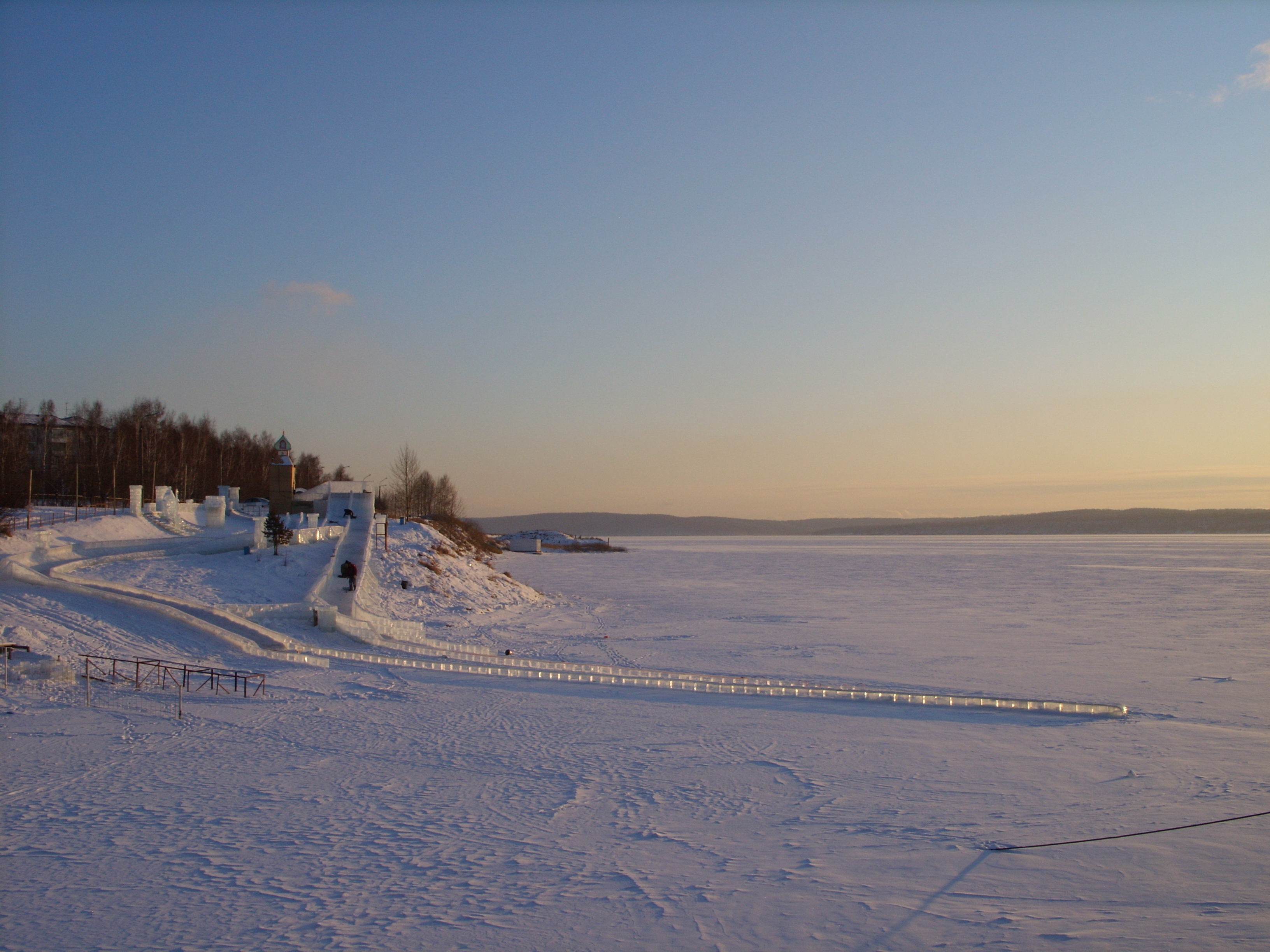
Иркутское водохранилище зимой

По проекту полезный объём ангарской части водохранилища составлял 2,5 км³, тогда как объём Байкальского участка — 46,4 км³. По сравнению с первоначальными границами изменения уровня высота сработки от НПУ была уменьшена на 0,5 м и на 2009 год составляет 1 метр.

## Противопаводковое значение

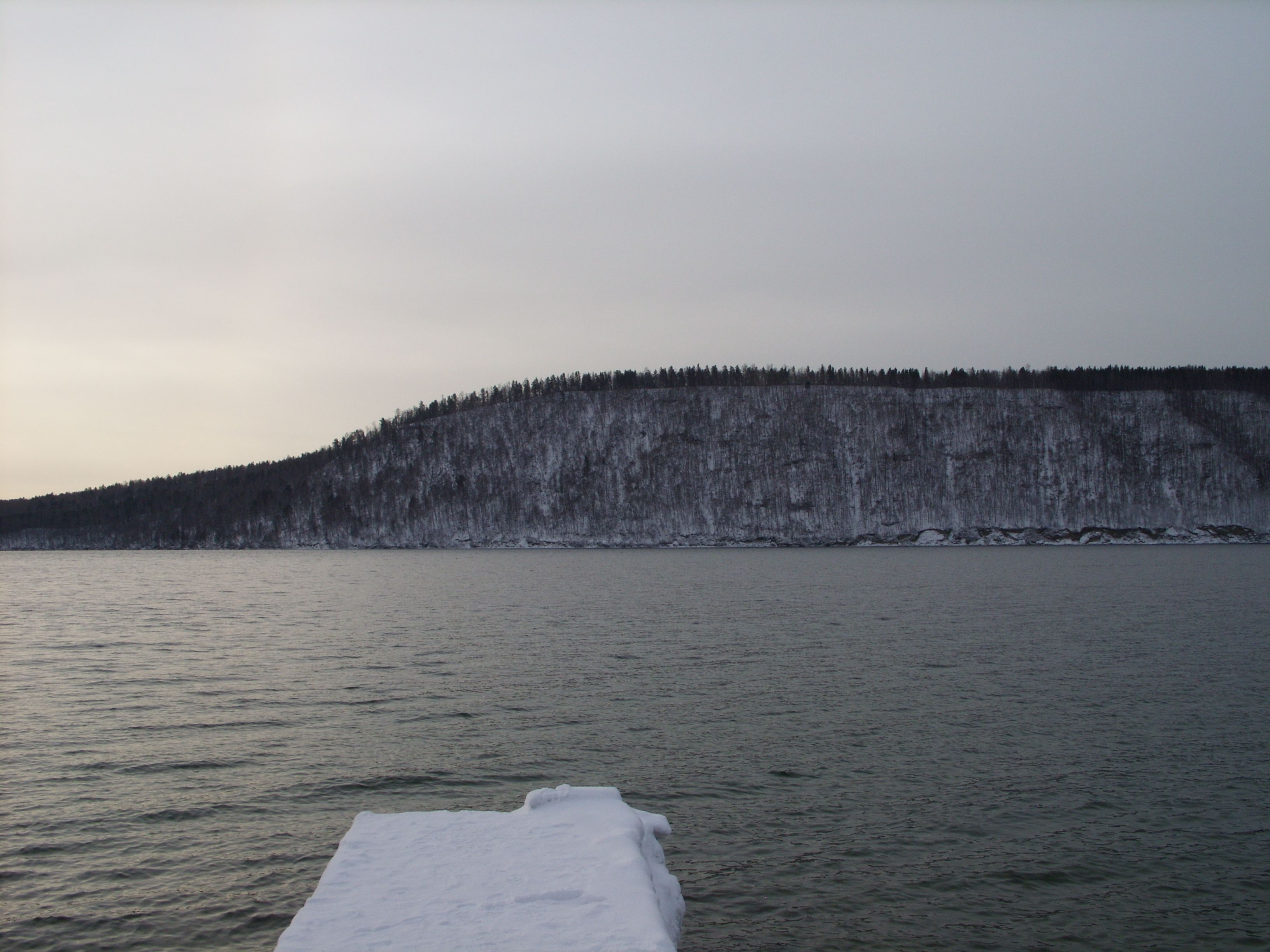
Водохранилище возле села Тальцы

До строительства Иркутской ГЭС и заполнения Иркутского водохранилища уровенный режим реки Ангары в районе её истока был достаточно необычным и определялся не количеством осадков или таянием снега в бассейне реки, а значением температуры воздуха в области русла. В верхнем течении реки приток из глубоководных слоев озера Байкал сохраняет высокую температуру воды на протяжении всей зимы, что находило отражение в позднем её замерзании около Иркутска — как правило, ледостав наступал в январе. Большое падение реки, вместе с низкими температурами воздуха зимой, приводили к интенсивному образованию шуги, которая заполняла русло и была причиной подъёма воды. Высокий уровень Ангары сохранялся каждую зиму, а с весны по осень был гораздо более низким. Сильные морозы в январе перед ледоставом могли стать причиной катастрофических наводнений. Такими, например, были январские паводки 1870, 1900, 1939 и 1952 гг., которые имели место при наступлении сорокаградусных морозов и приводили к значительным подтоплениям Иркутска.

## Заливы водохранилища
Иркутское водохранилище имеет множество заливов, наиболее крупный из них — залив Курминский, его длина 11 км, площадь 20 км². На берегах Курминского залива, а также в заливах Ерши, Бурдугуз, Мельничная падь, Еловый имеется большое количество баз отдыха. В заливах водохранилища водятся сибирские холоднолюбивые рыбы — хариус, таймень, ленок. Промысловый лов ценных рыб в водохранилище запрещен.